# Opcja o uwarunkowanej premii
Opcja o uwarunkowanej premii (ang. contingent premium option, cash-on-delivery option, COD-option, pay-later option, when-in-the-money option, zero-premium option) różni się od opcji standardowej tym, że nabywca płaci premię dopiero w dniu rozliczenia opcji, o ile wygasa ona at-the-money lub in-the-money. Jeśli opcja wygasa out-of-the-money, inwestor nie płaci premii w ogóle, ani na początku życia opcji, ani na końcu. Ponieważ nabywca opcji nie jest zobowiązany do płatności premii, gdy opcja jest out-of-the-money, opcja o uwarunkowanej premii jest droższa od analogicznej opcji standardowej.